# Fleischbach (Schlenze)
Der Fleischbach ist ein Bach im Landkreis Mansfeld-Südharz. Er entspringt in Burgsdorf und mündet östlich von Adendorf in die Schlenze. Der Bach verläuft, abgesehen von vielen kleinen Schleifen und Kurven, permanent in nordöstlicher Richtung, der größte Zufluss ist der Fleischgraben bei Bösenburg. Dort fließen noch andere Rinnsale in den Bach. Im Legergrund, den der Fleischbach vor Bösenburg durchläuft, soll in der Antike ein römisches Heer gelagert haben. Nach Oeste kreuzte die Bahnstrecke Gerbstedt–Friedeburg den Bach, diese wurde allerdings 1962 stillgelegt und dann abgebaut. 

## Orte am Flusslauf
- Burgsdorf (0 km)
- Bösenburg (1,7 km)
- Elben (3,6 km)
- Reidewitz (4,8 km)
- Freist (5,2 km)
- Zabitz (6,0 km)
- Oeste (6,3 km)